# 美國聯邦人事管理局資料外洩案
美國聯邦人事管理局資料外洩案，是指2015年6月，美國聯邦人事管理局（縮寫：OPM）宣布，共有超過400萬筆的前、現任聯邦雇員個人紀錄資料外洩案。OPM是在2015年4月時偵測到資料外洩的，聯邦官員聲稱，本案將是美國政府歷史上最大的資料外洩案之一。資料外洩的內容包含有可資識別的個人訊息，例如社會安全號碼、姓名、出生年月日與居住地址等。

## 發現
美國電腦緊急應變小組（縮寫：US-CERT）在使用「愛因斯坦入侵檢測系統」時發現，OPM的系統早於愛因斯坦部署前就已被滲透，因此推估資料可能早於一年前就已開始外洩。

## 主謀
《華爾街日報》及《華盛頓郵報》引述不具名的政府官員說法称，本起資料外洩案是中國駭客所為。中國政府駁斥了這些說法，並稱中國自過去以來，才是受到網路攻擊的目標。根据《纽约时报》，目前為止，還不能確認攻擊的源頭是來自於中國駭客或中國政府，抑或是其他来源。

## 動機
此次攻擊的動機是否歸因於商業利益仍不清楚。CNN认为，似乎有线索顯示駭客正在藉由外洩資料，為中國軍方構築數據庫。